# Ахемен
Ахемен (Хахаманиш) — предок-эпоним династии Ахеменидов, правивший персами до 675 года до н. э.
Имя Ахемен, используемое в европейских языках, дошло до нас через античных авторов (древнегреческих и латинских) и является производным от древнеперсидского Haxāmanišiya (Хахаманиш), эламского Ha-ak-ka-man-nu-iš или Hâkamannuiš и аккадского A-ḫa-ma-ni-iš-ʾ, каковыми именами это лицо было названо в трёхъязычной Бехистунской надписи персидского царя Дария I.
Древнеперсидское имя собственное Хахаманиш, традиционно производное от haxā- «друг» и manah «мыслящая сила» и означает скорее «характеризующийся духом последователя», чем «иметь разум друга», как это традиционно интерпретируется.
Ахемен считается основателем персидского царского дома Ахеменидов. Согласно Бехистунской надписи Дария I и Геродоту, Ахемен был отцом Теиспа, предком Кира II и Дария I. Если бы Ахемен был историческим персонажем, он должен был бы жить в конце VIII и первой четверти VII века до н. э., но Кир II вообще не упоминает Ахемена в своей подробной генеалогии, приведенной на Вавилонском цилиндре. Однако в своих надписях из Пасаргад Кир II называет себя Ахеменидом. В этом городе, древней столице персов, были найдены 24 барельефа, на которых на трёх языках: эламском, аккадском и древнеперсидском, высечена фраза: «Я — Кир, царь, Ахеменид». Поскольку считается что древнеперсидское письмо было изобретено при Дарии I, в настоящее время нельзя с уверенностью решить, были ли эти тексты написаны во время правления самого Кира II или после его смерти по приказу Дария. Хорошо известно, что цари порой находят полезным попросту изобретать пригодные для себя генеалогии либо подправлять их таким образом, чтобы они соответствовали насущным политическим задачам, Кир не нуждался в подобных фальсификациях, как не нуждался, по всей видимости, и в том, чтобы доказывать своё происхождение от прежних царей — Камбиса I, Кира I и Теиспа. Дарий же, с другой стороны, будучи по сути узурпатором, имел массу причин, чтобы «поработать» со своими родословными записями, почему мы и должны быть настроены скептически относительно того, что он рассказывает в Бехистунской надписи о своих предках. Может даже статься, что именно в поисках легитимности Дарий разузнал, что имя династии дал некий Ахемен.
Вполне возможно, что Ахемен был всего лишь мифическим предком персидского царского дома. Платон делает его сыном Персея (другая версия считает его сыном Эгея), сына Зевса. Согласно Николаю Дамасскому, он был героем, от которого произошли Ахемениды и назван был так потому, что его предок был из Ахеи. По легенде, упомянутой у Клавдия Элиана, Ахемен был вскормлен орлом.
| Ахемениды         |                                      |                 |
| Предшественник: — | персидский царь ок. 705—675 до н. э. | Преемник: Теисп |